# Lorenz Diehl
Lorenz Diehl (* 19. Februar 1871 in Kastel; † 17. Mai 1948 in Mainz) war ein deutscher Politiker der Zentrumspartei und der CDU.

## Leben
Der gelernte Kaufmann Diehl gründete im Jahr 1900 zusammen mit seiner Frau Marie Elisabeth ein Schreibwaren und Buchhandelsgeschäft. Nebenbei betätigte er sich publizistisch in den Zeitungen Mainzer Anzeiger und Mainzer Journal. Bei letzterer trat er 1906 in die Redaktion ein. Um 1905 gründete er in Kastel einen gemeinnützigen Wohnungsbauverein mit dem Ziel, auf früherem Reichsgelände preiswerte Wohnungen zu erreichen. Im Jahr 1919 gelang ihm die Gründung des Ketteler-Bauvereins, dessen Vorsitz er bis zu seinem Tod führte. Im Jahr 1924 wurde mit dem Bau der ersten Häuser begonnen. Bis 1933 konnten insgesamt 144 Wohnungen und acht Eigenheime errichtet werden. Nach der Machtübernahme der Nationalsozialisten erhielt Diehl als Mitglied der Zentrumspartei Hessen keine weiteren Baukredite mehr.

## Politik
Bereits im Jahr 1907 wurde Diehl zum Generalsekretär der Zentrumspartei im Großherzogtum Hessen (Hessen-Darmstadt) gewählt. Nach dem Ende des Ersten Weltkrieges und der Monarchie in Deutschland wurde Diehl in den Mainzer Stadtrat gewählt, dem er – mit Unterbrechung in der Zeit des Nationalsozialismus – bis 1948 angehörte. Von 1931 bis 1933 und wieder ab dem Jahr 1946 war er Fraktionsvorsitzender der Christlich-Sozialen Volkspartei. Seine Berufung in den Landtag des Volksstaates Hessen in der damaligen Landeshauptstadt Darmstadt im Jahr 1933 blieb annähernd bedeutungslos, da durch das Gleichschaltungsgesetz vom 31. März 1933 der Landtag, vor seinem definitiven Ende am 26. Oktober 1933, nur noch zu einer Sitzung zusammen trat. Während der Zeit des Nationalsozialismus wurde Diehl immer wieder inhaftiert, so auch 1944 in der Aktion Gewitter.
Auf Diehls Initiative wurde bereits Ende Juni 1945, auf dem Fundament der alten Zentrumspartei, in Mainz eine neue Partei mit dem Namen „Zentrum – Christlich-Soziale Volkspartei“ gegründet. Da die französische Besatzungsmacht zum Zusammenschluss politisch gleichgesinnter Gruppen drängte, einigte man sich schließlich auf das Zusammengehen mit der CDU. Diehl übernahm bis April 1947 den Vorsitz der CDU in Rheinhessen. 1948 wurde er zum Ehrenvorsitzenden der rheinhessischen CDU gewählt. Er gehörte der Beratenden Landesversammlung Rheinland-Pfalz, einem Vorgänger des Landtags an.
Am 17. Mai 1948 verstarb der tiefgläubige Katholik im Alter von 76 Jahren.

## Ehrungen
- 1925: Verleihung des päpstlichen Ordens „Pro Ecclesia et Pontifice“
- 1958: Am 18. September 1958 wurde eine Straße in Mainz nach ihm benannt[5]